# ایمره تکلی
گراف ایمره تُکُلی کِشمارکی (به مجاری: Gróf késmárki Thököly Imre) زاده ۲۵ سپتامبر ۱۶۵۷ در کِشمارک – درگذشته ۱۳ سپتامبر ۱۷۰۵ در ازمیت اشراف‌زادهٔ مجار، سرفرماندهٔ کوروتس‌ها، پرنس مجارستان شمالی (اسلواکی امروز) در ‎۱۶۸۲–۱۶۸۵ و پرنس ترانسیلوانی در ۱۶۹۰ بود. احساسات خصمانهٔ او نسبت به دودمان هابسبورگ از دوران جوانی، در درجهٔ اول به دلیل نقض آزادی دین پروتستان به وجود آمد. تکلی در سن ۲۳ سالگی، رهبری کوروتس‌ها را به دست گرفت و جنبش استقلال ترانسیلوانی او در ۱۶۸۲ با حمایت سلطان محمد چهارم، موفق شد امپراتور لئوپولد یکم، را وادار به آتش‌بس کند. در شکست ۱۶۸۵، پاشای نادْیْ‌واراد او را به دلیل مذاکره با لئوپولد به اسارت درآورد ولی پس از مدت کوتاهی آزاد کرد؛ در آن اوضاع ناثابت او و یارانش از کشور اخراج شدند. پس از چندین کوشش ناموفق دیگر در ۱۶۹۰ در نبرد زرنشت موفق شد عنوان پرنس ترانسیلوانی را به دست بیاورد. تکلی پس از پیمان کارلویتس تا آخر عمر در تبعید در امپراتوری عثمانی زندگی کرد و سرانجام در ۱۷۰۵ در ازمیت، آناتولی درگذشت.

## پس‌زمینه
|                                          |  |                                     |
| ایمره تکلی جوان (نقاش ناشناس، قرن هفدهم) |  | ایلونا زرینی، نقاشی از کاروی یاکوبِی |

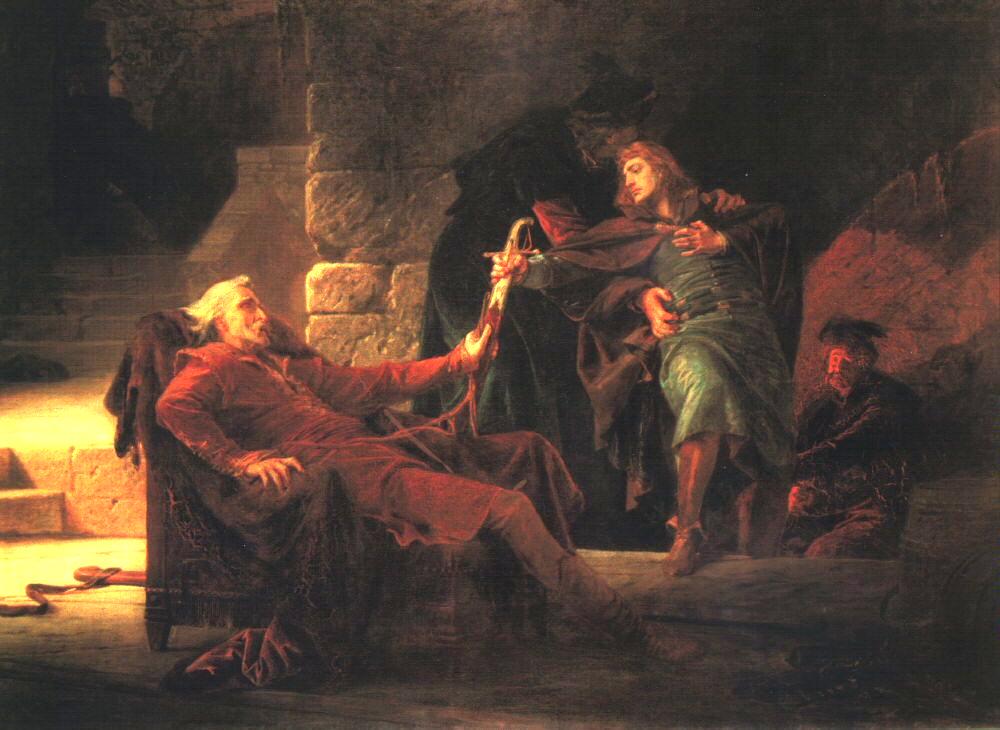
خداحافظی تکلی از پدر (برتالان سکی، ۱۸۷۵)

ایمره تکلی در قلعهٔ کشمارک در شمال پادشاهی مجارستان (اسلواکی امروز) به دنیا آمد. او و سه خواهر (و دو برادر که در کودکی از دنیا رفتند) ثمرهٔ ازدواج گراف ایشتوان تکلی (‎۱۶۲۳–۱۶۷۰) از زمینداران و متمولین شمال مجارستان و ماریا دیولافی (‎۱۶۳۷–۱۶۵۹) نوهٔ پرنس ترانسیلوانی بود و با این حساب اراضی عظیم ترانسیلوانی نیز به دست خاندان تکلی می‌افتاد. پس از مرگ زودهنگام مادر در ۲۲ سالگی، پدرش به تنهایی تا آخر عمر فرزندان را بزرگ کرد. ایشتوان تکلی در توطئه ناموفق وشلینی (۱۶۷۰) بر ضد هابسبورگ شرکت جسته بود و در آن مدت فرزندش ایمره مجبور شد به لهستان و از آنجا به ترانسیلوانی بگریزد. او در ۱۶۷۸ از تبعید به خانه بازگشت و رهبری شورشیان کوروتس را به عهده گرفت.

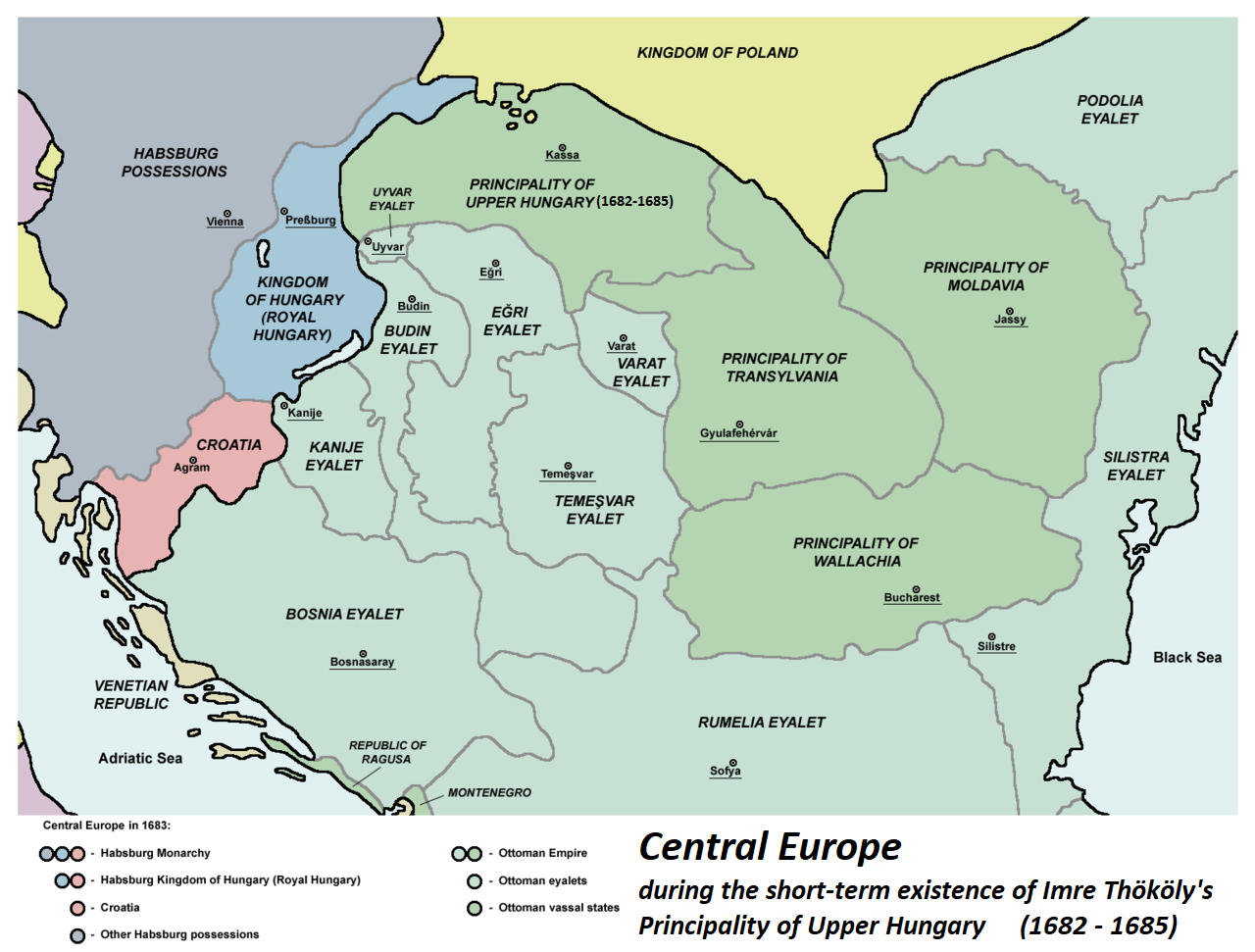
شاهزاده‌نشین شمال مجارستان

## رهبری کوروتس‌ها
از سال بازگشت تکلی به خانه تا دو سال پس از آن کوروتس‌ها بیشتر شمال مجارستان را مورد تاخت و تاز قرار دادند و لئوپولد با بازگرداندن قانون اساسی مجارستان بر فرونشاندن شورش‌ها و محدود کردن پروتستانتیسم تلاش نمود. در این بین تکلی با کمک ترکان عثمانی و فرانسوی‌ها مذاکراتی را آغاز کرد. خط مشی عثمانی در آن زمان زیر نظر قره مصطفی، وزیر اعظم امپراتوری عثمانی بود و نظری مشابه با سلیمان قانونی داشت، که در زمان زمامداری خود هرگز موفق به آن نشد، منبی بر اینکه هابسبورگ‌ها را از مجارستان بیرون رانده و تا وین پیش رود. در ۱۶۸۲ تکلی با ایلونا زْرینی از خاندانی اشرافی با اصالت مجار-کرووات ازدواج کرد. زرینی از همسر پیشینش، فرنتس راکوتسی یکم املاک پهناوری در ترانسیلوانی در اختیار داشت و این چنین امکان مالی گسترده‌ای برای تکلی فراهم می‌شد تا ارتش کوروتس‌ها را سر و سامان بخشد. در همین سال سلطان محمد چهارم، تکلی را با عنوان شاه شمال مجارستان به رسمیت شناخت.
در ۱۶۸۳ ترکان عثمانی به رهبری قره مصطفی به همراهی ارتش تکلی به وین حمله کرده و در میانهٔ سال استحکامات بیرون شهر را به تصرف درآوردند تا حدی که امپراتور وادار به گریز از شهر شد ولی در سپتامبر ارتش عثمانی شکست سنگینی خورد. در راه بازگشت به بلگراد قره مصطفی، که تلاش می‌نمود با توجیه شکست تقصیرها را بر گردهٔ تکلی بنهد؛ به حکم سلطان با طناب ابریشمی خفه و تکلی نیز محبوس شد. شکست ترکان در وین نقطه عطفی تاریخی با حمایت گستردهٔ بین‌المللی و تأمین مالی پاپ اینوسنت یازدهم بود و موجب شد تکلی به چهره‌ای رقت‌انگیز تبدیل شود. در همین زمان دفاع قهرمانانه ایلونا زرینی از قلعه مونکاچ (امروزه موکاچفو در اوکراین) در شمال شرقی مجارستان نیز شهرت تکلی را تحت‌الشعاع قرار می‌داد؛ زرینی تا ژانویه ۱۶۸۸ به دفاع از قلعه ادامه داد.
در ۱۶۸۶، تکلی از سیاهچال آزاد شد و در چندین نبرد کوچک شرکت کرد که منجر به شکست بود. در ۱۶۹۰ پس از مرگ آپافی در پیروزی در نبرد زرنشت موفق شد عنوان پرنس ترانسیلوانی را از باب عالی کسب کند. پس از این پیروزی او توانست همسرش را به وسیلهٔ تعویض با چند زندانی آزاد کند.

## تبعید و درگذشت
پس از پیمان کارلویتس که مهری بر فتح پادشاهی مجارستان به دست امپراتوری هابسبورگ بود، تکلی به نیکومدیا در آسیای صغیر رفت و با همسرش تا پایان عمر در آنجا زندگی کرد. او در ۱۷۰۵ در سن ۴۷ سالگی در همان‌جا درگذشت.

## میراث
سلوک سیاسی تکلی در اتحاد با عثمانی در عوض قبول راه حل مصالحه‌آمیزی با دولت وین موضوع جدال‌های گسترده در تاریخ‌نگاری مجارستان بوده است. عنوان پادشاه که از دست پاشای بودا به تکلی اعطا شد، به معنای این نبود که وی منحصراً نقش یک طفیلی امپراتوری عثمانی را بازی کند. از دفتر خاطرات ماه نوامبر او در ۱۶۸۱ که توسط همسرش ایلونا زرینی نگاه داشته‌شده، می‌توان به رؤیای جوانی او مبنی بر آزاد کردن خانهٔ پدری از ترکها پس از بیرون راندن هابسبورگ‌ها پی برد. کمک تکلی به ترکان در ۱۶۸۸ برای سرکوب شورشی در بلغارستان و کشتار کاتولیک‌ها از نکات تاریک کارنامه او است. فرنتس راکوتسی، از تکلی به منزلهٔ «ماری که در بستر مادرم فرورفت» یاد کرده است. با این وجود امروزه انتهای پل ارژبت در سمت پشت به ترتیب به خیابان‌های لایوش کشوت و فرنتس راکوتسی و سپس به خیابان تکلی منتهی می‌شود.
خاکستر تکلی به همراه خلعت، پرچم و نقش‌برجستهٔ آرامگاهش در ازمیت طی مراسمی در اکتبر ۱۹۰۶ به کشمارک، کلیسای لوتری شهر زادگاهش منتقل شد.
در ۱۹۵۴ مجسمه برنزی ۲٬۸ متری ساختهٔ ینو گرانتنِر از تکلی در میانهٔ راست میدان قهرمانان قرار داده شده است (در ابتدا مجسمه‌ای از ماریا ترزا در این مکان ایستاده بود). در زیر مجسمه تابلویی با کتیبهٔ «کوروتس‌های تکلی در نبرد سیکسو، ۱۶۷۹ لابانتس‌ها را شکست می‌دهند» قرار دارد.

در ۲۰۰۵، سیصدمین سالگرد درگذشت او، خیابانی به نام وی در ازمیت نامگذاری و همچنین خانه یادبودش در ۲۰۰۸ در آنجا افتتاح شد. در ۲۰۰۹، خیابانی به نام وی در قره‌تپه کنار ساحل دریای مرمره، جایی که سالهای آخر عمر خود را در تبعید با همسرش، ایلونا زرینی گذراند، نامگذاری شد.

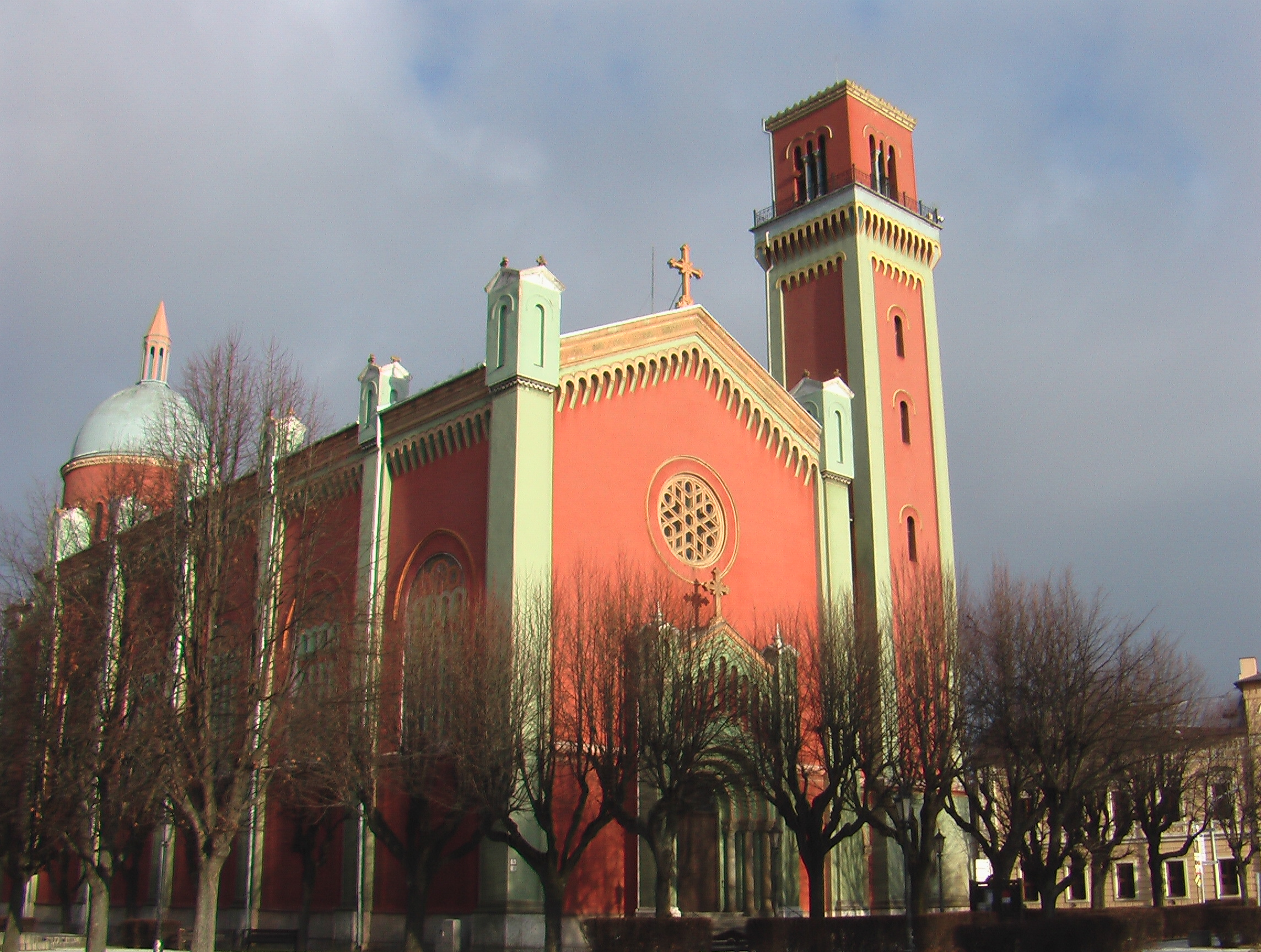
کلیسای لوتری کشمارک
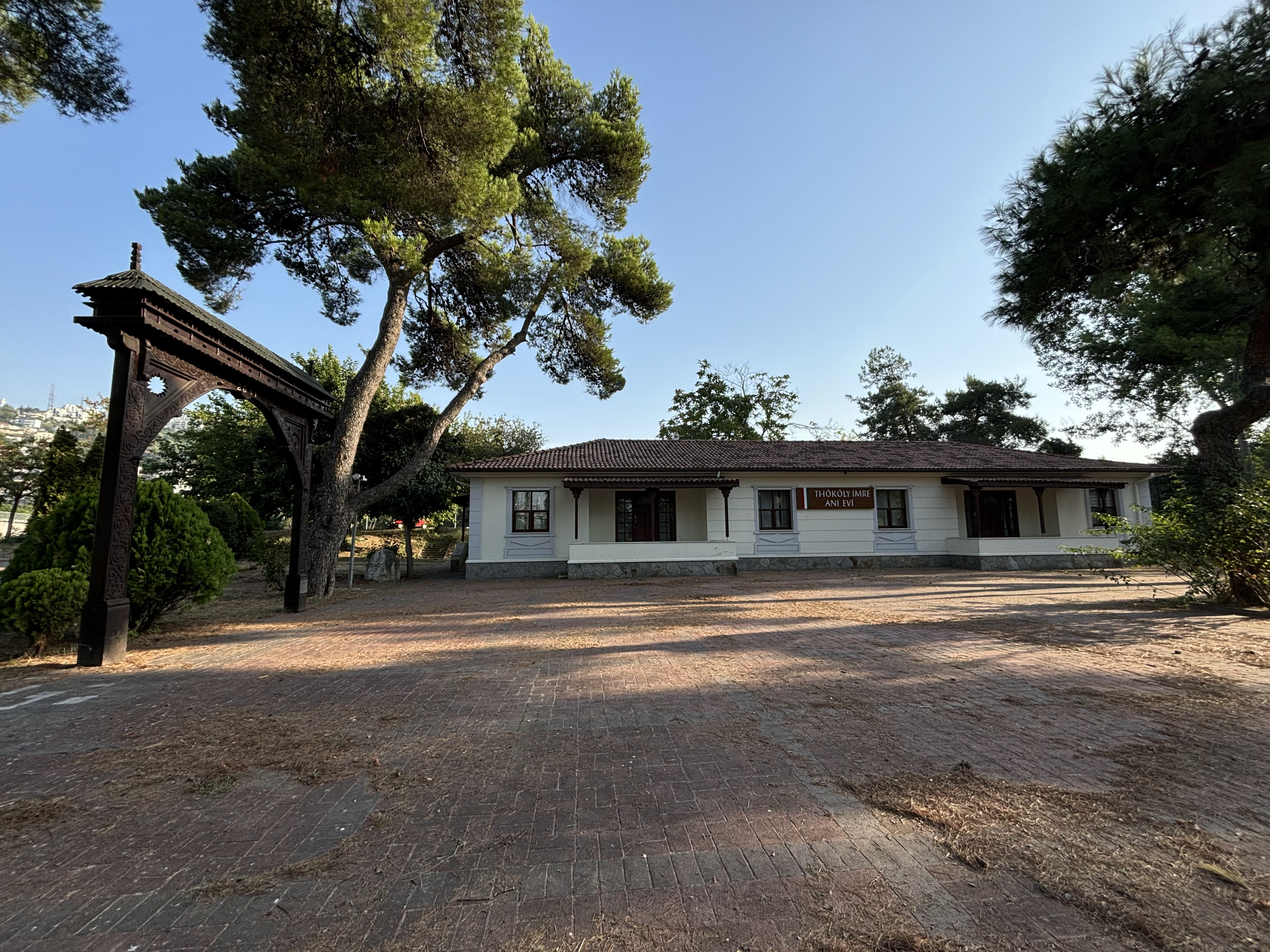
خانه یادبود تکلی در ازمیت ترکیه

## توضیحات
1. ↑  Mária Gyulaffy